# Рагби репрезентација Финске
Рагби репрезентација Финске је рагби јунион тим који представља Финску у овом екипном спорту. Рагби репрезентација Финске такмичи се у дивизији 2Д купа европских нација. Рагби савез Финске основан је 1968., и члан је светске рагби федерације. У Финској има 11 рагби клубова. Први званичан тест меч рагби репрезентација Финске одиграла је 1982., против Швајцарске, а резултат је био 0-60. Најубедљивију победу фински рагбисти су остварили над Естонијом 55-5. Најтежи пораз Финској је нанела Данска 1987., када је било 100-0.